# Arkadi Ghukasjan
Arkadi Ghukasjan (ur. 22 czerwca 1957) – prezydent nieuznawanej Republiki Górskiego Karabachu w latach 1997–2007. Minister spraw zagranicznych Górskiego Karabachu w latach 1993–1997.

## Życiorys
Urodził się w Stepanakercie, w Autonomicznej Republice Górskiego Karabachu w Azerskiej SRR w 1957. W 1979 ukończył studia na Wydziale Języka i Literatury Rosyjskiej Państwowego Uniwersytetu w Erywaniu. W 1980 rozpoczął pracę jako korespondent gazety "Sowiecki Karabach", zostając rok później zastępcą redaktora.
W 1988 zaangażował się w działalność ruchu niepodległościowego w Górskim Karabachu. W 1992 został wybrany do pierwszego parlamentu Republiki Górskiego Karabachu. We wrześniu 1992 przewodził delegacji podczas negocjacji OECD z Azerbejdżanem. W 1993 został członkiem Rady Bezpieczeństwa Górskiego Karabachu. 23 lipca 1993 został pierwszym ministrem spraw zagranicznych republiki.
W wyborach prezydenckich we wrześniu 1997 zdobył absolutną większość głosów i 8 września objął urząd szefa tego nieuznawanego państwa. W wyborach 11 sierpnia 2002 uzyskał reelekcję na tym stanowisku. Zajmował je do 7 września 2007, kiedy zastąpił go Bako Saakjan.
Żonaty, ma dwoje dzieci.